# Leucania percisa
Leucania percisa là một loài bướm đêm trong họ Noctuidae.